# Grootbereider
Een grootbereider is een (openbare of ziekenhuis)apotheek, die:
- Zich heeft gespecialiseerd in collegiale bereiding en levering van ongeregistreerde geneesmiddelen aan apotheekhoudende of daartoe bevoegde andere zorgverleners;
- Zich conformeert aan de eisen zoals geformuleerd in de Circulaire van de Inspectie voor de Gezondheidszorg van 22 augustus 2007 (“Grootschalig bereiden door apothekers”), zijnde:

1. Geen geregistreerd handelsequivalent leverbaar op de Nederlandse markt;
2. Farmacotherapeutische rationaliteit en ontwerp samenstelling en bereidingsvoorschrift in een productdossier.
3. Productie volgens Good Manufacturing Practice

- Zich richt op collegiale bereiding van Voorraadbereidingen, Individuele (Recept)bereidingen en/of het Voor Toediening Gereed Maken (VTGM) van (geregistreerde) geneesmiddelen;
- Zich conformeert aan de Veldnorm Nederlandse Grootbereiders en zich daarin toetsbaar opstelt.

## Achtergrond
Volgens de Geneesmiddelenwet dienen geneesmiddelen geregistreerd te zijn. Hiermee wordt de kwaliteit van het geneesmiddel gegarandeerd.
Vanuit het gegeven dat iedere patiënt uniek is, moet echter worden vastgesteld dat niet altijd voor iedere patiënt een geschikt geregistreerd geneesmiddel beschikbaar is.
In het kader van patiëntenzorg op maat is er dus behoefte aan ongeregistreerde geneesmiddelen om de patiënt goed te kunnen behandelen.
Om de veiligheid van zorg te kunnen waarborgen, dienen ook deze middelen te voldoen aan strenge criteria ten aanzien van product en producent. In de afgelopen jaren is een trend ontstaan waarin apotheken elkaar zijn gaan ondersteunen in de uitvoering van bereidingen. De oorzaak hiervan ligt onder andere in strengere eisen vanuit het wettelijk kader (productkwaliteit en ARBO) en de beroepsvereniging, meer aandacht voor efficiency in de apotheekorganisatie, en schaarste in het vinden van adequaat personeel. Een aantal apotheken heeft zich in de loop der tijd volledig gespecialiseerd in collegiale bereidingen en leveringen. Deze collegiale bereiding en levering door regionale of landelijk bereidende apothekers (hierna: collegiale levering) is de laatste jaren in omvang toegenomen.
De Geneesmiddelenwet staat collegiale levering niet vanzelfsprekend toe. Enkel toegestaan is dat een apotheker geneesmiddelen bereidt voor “eigen” patiënten. Dit is verdedigbaar vanuit de individuele zorgvraag van de patiënt. Daarbij worden concessies gedaan in de kwaliteit van het bereidingsproces ten opzichte van geregistreerde geneesmiddelen die geproduceerd worden conform GMP-richtlijnen. De risico’s van bereiding voor eigen patiënten worden wettelijk aanvaard, aangezien slechts een gering aantal patiënten wordt blootgesteld aan het product: er is een relatief laag afbreukrisico. Wanneer apotheken samenwerken neemt het afbreukrisico toe.
De opkomst van gespecialiseerde collegiaal leverende bereidingsapotheken, heeft de Inspectie voor de Gezondheidszorg in 2007 doen besluiten aanvullende eisen voor deze gespecialiseerde apotheken te formuleren, met als doel toetsbare eisen in relatie tot het afbreukrisico van hun activiteiten te stellen. Apotheken die zich gespecialiseerd hebben in collegiale levering hebben in deze circulaire de titel “grootbereiders” gekregen.
Daarmee ontstond een nieuwe subgroep binnen de apotheekbranche. Een representatieve vertegenwoordiging van de groep grootbereiders heeft zich in 2010 verenigd in een platform, dat zich tot doel heeft gesteld gezamenlijk de professionaliteit van grootbereiders te formaliseren en te ontwikkelen.